# Suliformes
Los suliformes son un orden de aves neognatas reconocido por diversas autoridades taxonómicas, incluyendo el Congreso Ornitológico Internacional, a raíz de la convención de 2010 de la American Ornithologists' Union.
Diferentes estudios filogenéticos de secuencias de genes mitocondriales y nucleares mostraron que algunas familias que tradicionalmente eran ubicadas en el orden de los pelecaniformes, forman en realidad un grupo hermano del que contiene los pelícanos y otras familias tradicionalmente clasificadas en los Ciconiiformes (Van Tuinen et al. 2001, Ericson et al. 2006, Hackett et al. 2008).

## Taxonomía
El orden suliformes incluye cuatro familias que se clasificaban tradicionalmente, junto con la familia Pelecanidae (pelícanos), en el orden Pelecaniformes:
- Sulidae (alcatraces y piqueros). Son especies de tamaño mediano a grande, cazan buceando en el mar (zambullidas de buceo). Tienen alas largas y a menudo los pies coloreados.
- Phalacrocoracidae (cormoranes). Con forma encorvadas y el plumaje oscuro normalmente negro o similar.
- Fregatidae (fragatas o rabihorcados). Un grupo de cinco aves grandes estrechamente relacionadas con plumaje negro y blanco, alas muy largas, y los hábitos de caza parasíticos. Los sacos gulares en la garganta (atributo de los machos) son rojos y son inflados al desplegarlos. El plumaje no es totalmente impermeable.
- Anhingidae (aves serpiente). Grupo pequeño de cuatro especies estrechamente relacionado con los cormoranes, con las alas muy largas, cuello en forma de serpiente y la capacidad de nadar con su cuerpo sumergido. El plumaje no es totalmente impermeable.